# Neugriechische Sprache
Neugriechisch (neugriechisch Νέα Ελληνικά Néa Elliniká), die heutige Sprache der Griechen, ist die Amtssprache Griechenlands (um 10,5 Millionen Sprecher) und Zyperns (um 0,7 Millionen Sprecher) und somit eine der 24 Amtssprachen der Europäischen Union. Außerdem ist es in einigen südalbanischen und süditalienischen Gemeinden, in denen Angehörige griechischer Minderheiten leben, als lokale Amtssprache sowie in der Türkei (Istanbul) als Schulsprache zugelassen. Zusammen mit den ausgewanderten Griechen und Zyprioten sprechen weltweit über 13 Millionen Menschen Griechisch als Muttersprache. Das Neugriechische gehört zu den indogermanischen Sprachen.

## Terminologie
Das Neugriechische wird heute in vielen Wörterbüchern und im aktuellen Kontext (zum Beispiel in der EU) allgemein als Griechisch bezeichnet. Um es sprachlich vom Altgriechischen zu unterscheiden, das im Zusammenhang der humanistischen Bildung und der antiken griechischen Kultur meist ebenfalls nur als Griechisch bezeichnet wird, herrschen in linguistischem Zusammenhang die Begriffe Neu- und Altgriechisch vor.
Um ganz exakt die heutige offizielle Staats- und Umgangssprache Griechenlands zu benennen und auch die Grenze zu den ebenfalls neugriechischen Sprachformen Katharevousa und Dimotiki zu ziehen, wurde der englische Begriff Standard Modern Greek („Standard-Neugriechisch“) geprägt. Oft wird das Standard-Neugriechische mit der Dimotiki gleichgesetzt, was jedoch aus sprachwissenschaftlicher Sicht nicht völlig korrekt ist, da auch die Katharevousa einen bedeutenden Einfluss auf die Standardsprache genommen hat.
Im Neugriechischen selbst wird die Sprache wissenschaftlich korrekt als Νεοελληνική κοινή (Neoellinikí kiní „Neugriechische Gemeinsprache“) bezeichnet. Daneben finden sich die untereinander austauschbaren Ausdrücke τα Ελληνικά (ta Elliniká „das Griechische“), τα Νέα Ελληνικά (ta Néa Elliniká „das Neugriechische“), η Ελληνική (i Ellinikí „die Griechische [Sprache]“) und η Νεοελληνική (i Neoellinikí „die Neugriechische [Sprache]“).

## Geschichte

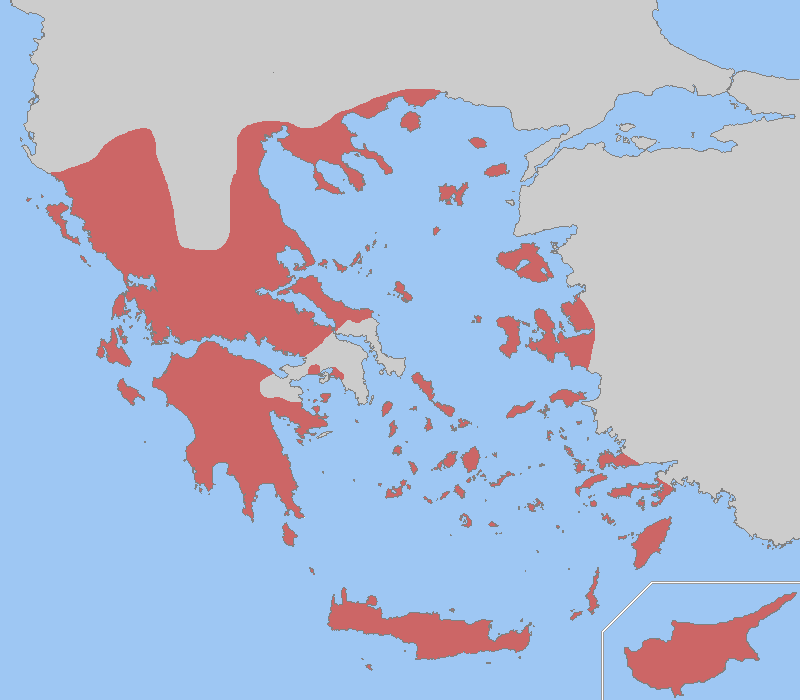
Gebiete mit griechischsprachiger Mehrheit im geschlossenen griechischen Sprachgebiet, um 1900

Neugriechisch hat sich aus der Koine des Altgriechischen und damit aus dem antiken attischen Dialekt entwickelt. Den Beginn der neugriechischen Epoche setzt die Forschung wechselweise im 11. Jahrhundert (erste Epen in weitgehend neugriechischer Sprache), um das Jahr 1453 (Fall Konstantinopels) oder in der Mitte des 17. Jahrhunderts (kretische Renaissance) an.
Seit 1460 besaß die Sprache keinen offiziellen Status, wurde jedoch in den besetzten Gebieten Griechenlands sowie im gesamten Osmanischen Reich verstreut gesprochen. Nach der Griechischen Revolution wurde sie 1830 zur alleinigen Staatssprache des neu gegründeten Staates. In den folgenden hundert Jahren fand ein umfassender Bevölkerungsaustausch mit den übrigen neu gegründeten Nationalstaaten der Region statt, so dass das Griechische aus diesen weitgehend verschwand, im wachsenden griechischen Staat selbst jedoch zur Sprache der überwältigenden Mehrheit wurde. Nur in Zypern, das bis 1960 eine britische Kolonie war, kam es zu keinem derartigen Austausch. Das Griechische verbreitete sich außerdem seit dem 19. Jahrhundert durch Auswanderung in der gesamten Welt, besonders in Nordamerika und Australien. Seit dem Zweiten Weltkrieg spielt auch zunehmend die Auswanderung nach Westeuropa, insbesondere nach Deutschland und Großbritannien, eine Rolle.

## Katharevousa und Dimotiki
Bis 1976 gab es für das Neugriechische zwei konkurrierende Sprachformen, die Dimotiki (Δημοτική „die Volkstümliche“), die traditionelle Volkssprache, und die offizielle Katharevousa (Καθαρεύουσα „die Reine“), eine weitgehend künstliche, an das klassische Griechisch angelehnte Hochsprache. Mit der Kunstsprache Katharevousa versuchten national gesinnte, gebildete Kreise des jungen griechischen Staates die Kontinuität zur „großen“ klassischen Vergangenheit zu unterstreichen. Die kompliziertere Grammatik und der veraltete Wortschatz wurden von der Bevölkerung nicht angenommen, trotzdem tobte ein jahrzehntelanger Sprachstreit zwischen den Attizisten (Befürwortern der an den attischen Dialekt des Altgriechischen angelehnten Katharevousa mit Zentrum an der Universität Athen) und den Demotizisten (Anhängern der Volkssprache mit Zentrum an der Aristoteles-Universität Thessaloniki).
Nach dem Ende der Militärdiktatur wurde die Katharevousa durch einen Parlamentsbeschluss als Amtssprache abgeschafft und spielt heute nur noch in Dokumenten der orthodoxen Kirche, in Inschriften oder in anderen schriftlichen Bereichen vereinzelt eine Rolle (z. B. die Zeitung Estia). Grundsätzlich hat sich die Volkssprache – mit der ihr eigenen Phonetik, Morphologie und Lexik – in den letzten Jahrzehnten als die gesprochene wie auch geschriebene Sprache Griechenlands durchgesetzt. Vielen gelehrten Redewendungen und Wörtern aus der Katharevousa gelang es jedoch, Eingang in die gesprochene Sprache des Volkes zu finden, sodass sich das heutige Neugriechisch als eine Synthese der Dimotiki und der Katharevousa darstellt, mit einem Mischungsverhältnis zugunsten der ersteren. Das breite stilistische und lexikalische Spektrum der heutigen Sprache, resultierend aus den erwähnten volkstümlichen wie auch gelehrten Einflüssen, macht einen wichtigen Aspekt des besonderen Reichtums des Neugriechischen aus. So können auch innerhalb eines Gesprächs auf Neugriechisch Passagen wie Zitate und Sprichwörter oder einfache Hervorhebungen in der Katharevousa oder im Altgriechischen gesprochen werden, wobei entsprechende Sprachkenntnisse vorausgesetzt werden.

## Heutige Sprachformen
Die neugriechische Sprache wird heute in Griechenland vergleichsweise einheitlich gesprochen und ist nur wenig dialektal zergliedert, mit Ausnahme des nur noch in wenigen Dörfern gesprochenen Tsakonischen und des vorwiegend in Nordgriechenland auf dem Land gesprochenen Pontischen. Ein Besucher Griechenlands muss kaum damit rechnen, auf griechische Menschen zu treffen, mit denen keine Verständigung auf Standardgriechisch möglich ist.
Nach der Befreiung Griechenlands, dessen Territorium zunächst nur die Peloponnes, Attika und Teile Mittel- und Westgriechenlands umfasste, wurde der peloponnesische Dialekt, der lautlich wie morphologisch der geschriebenen Katharevousa am nächsten stand, die Basis der Standardsprache. Nach der Verlegung der griechischen Hauptstadt nach Athen im Jahre 1834 überlagerte er durch den Zuzug vieler Griechen von der Peloponnes allmählich auch die alte Athener Mundart. Daneben waren auch die Mundarten der Ionischen Inseln und Konstantinopels, deren Sprecher die Athener Elite ergänzten, eng mit der peloponnesischen verwandt.
Indes weichen die in manchen Landesteilen – z. B. auf Kreta, in Epirus, Thrakien (hier vor allem in Nord-Evros) – und auf Zypern gesprochenen Idiome so weit von der Standardsprache ab, dass man von neugriechischen Dialekten auch dann spricht, wenn die Unterschiede zwischen ihnen nicht so groß sind, wie es beispielsweise bei einigen deutschen Dialekten der Fall ist. Allerdings werden die meisten dieser Dialekte im Alltag praktisch nicht mehr verwendet.

### Dialekte

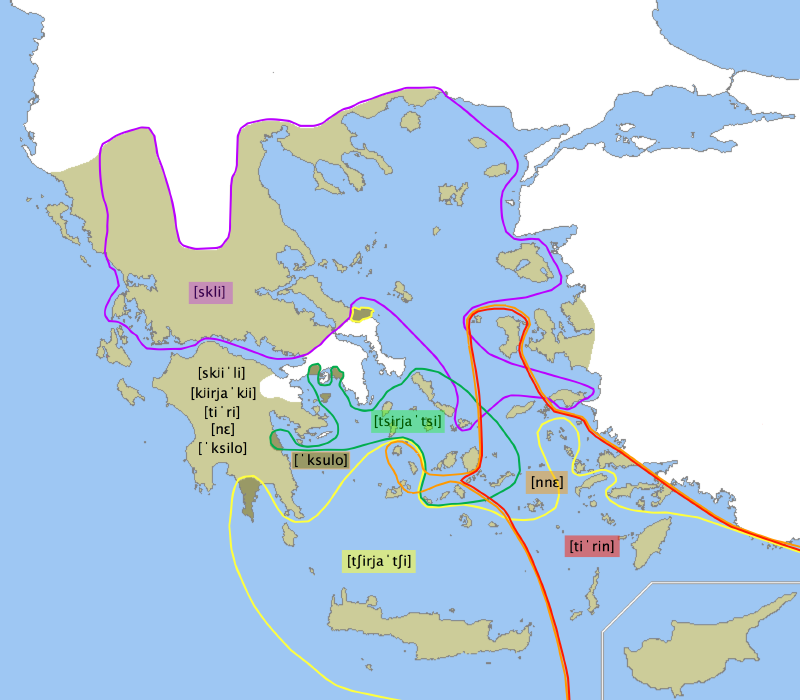
Wichtige Isoglossen im einheitlichen Sprachgebiet des Griechischen um 1900

Der erste Versuch, die neugriechischen Dialekte zu ordnen, stammt von Georgios Hatzidakis. Anhand der Entwicklung der unbetonten halboffenen und geschlossenen Vokale teilte er die neugriechischen Dialekte in nördliche und südliche ein. Dieser Einteilung zufolge wandeln sich in den nordgriechischen Dialekten alle unbetonten /o/ und /e/ in /u/ bzw. /i/, während alle unbetonten /i/ und /u/ ganz verstummen. In den südgriechischen Dialekten hingegen bleiben diese Vokale unverändert. Beispiele: πεθαίνω (Standardaussprache [pɛ'θɛnɔ] > nordgriechisch [pi'θɛnu]), κουλούρι (Standard [ku'luri] > nordgriech. [klur]), σκυλί (südgriechisch [skʲi'li] > nordgriech. [skli]).
Eine andere Isoglosse, nach der die neugriechischen Dialekte einzuteilen wären, ist der Erhalt oder Verlust des [n]-Auslautes bei vorwiegend neutralen Nomina. Gemäß dieser Isoglosse werden die südöstlichen, insularen Dialekte abgegrenzt, in denen der Auslaut [n] erhalten bleibt (τυρίν [tiˈrin]) oder gar angefügt wird (στόμαν [ˈstɔman]), von den übrigen abgegrenzt, in denen er nicht vorkommt.
Eine weitere Isoglosse ergibt sich aus der Entwicklung des sogenannten „irrationalen“ intervokalischen Stützlautes [⁠ɣ⁠]: In vielen, wiederum vor allem insularen Teilen Griechenlands (Kykladen, Lesbos, Ikaria, Kreta) kann man zwischen Vokalen im Auslaut eines Wortes den eingeschobenen Konsonanten [ɣ] vorfinden, so z. B. κλαίω > κλαίγω (ˈklɛɔ > ˈklɛγɔ). In manchen Regionen Griechenlands trat der Stützlaut [ɣ] (auf Zypern der Laut k) auch zwischen dem Stammauslaut [-ɛv-] und der Endung /-ɔ/ in den Präsensformen, so δουλεύω [ðuˈlɛvɔ] > δουλεύγω [ðuˈlɛvγɔ] bzw. auf Zypern [ðuˈlɛfkɔ] auf.
Weiterhin wurden als Basis für die Einteilung der neugriechischen Dialekte die folgenden phonetischen, morphologischen und syntaktischen Phänomene vorgeschlagen, die jeweils nur in einigen Teilen des Sprachgebiets auftreten:
1. die Entnasalierung der Konsonantenkomplexe /mb/, /ng/, /nd/, beispielsweise in κουμπί ([kuˈmbi] > [kuˈbi]),
2. der Wandel des Lautes [ç] in [ʃ]: χέρι ([ˈçɛri] > [ˈʃɛri]),
3. der Erhalt oder Wegfall des Augments: εδένατε [εˈðɛnatɛ] > δένατε [ˈðɛnatɛ],
4. der Verlust des Genitivus personalis und Ersatz durch den Akkusativ in den nordgriechischen Dialekten: σου λέω [suˈlεɔ] > σε λέω [sεˈlεɔ],
5. die Nachstellung der unbetonten Formen des Personalpronomens: μου λέει [muˈlɛi] > λέει μου [ˈlɛimu], μου δίνει [muˈðini] > δίνει μου [ˈðinimu].[5]

Die Dialekte des Griechischen lassen sich anhand dieser Isoglossen wie folgt aufteilen:

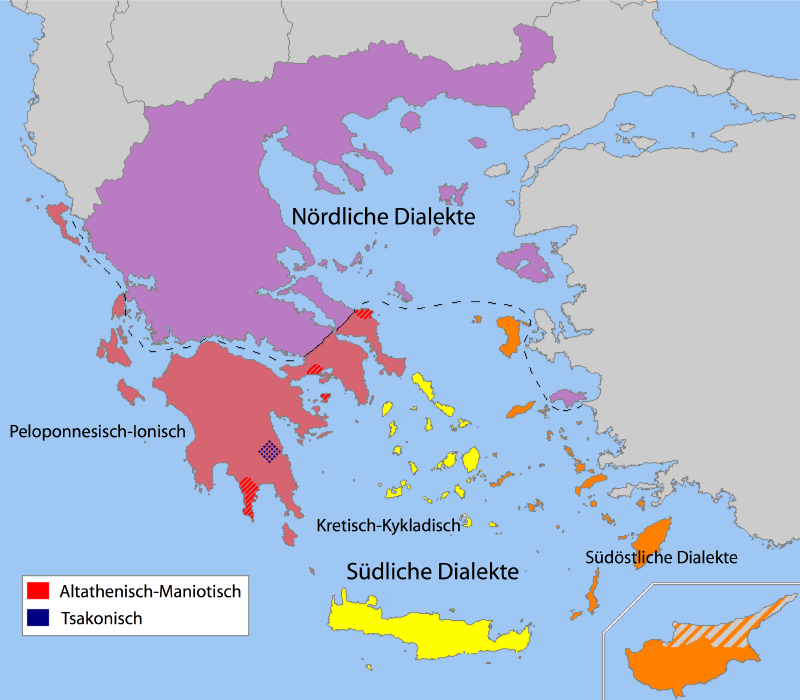
Dialekte in Griechenland und Zypern

- Nördliche Dialekte auf dem griechischen Festland etwa nördlich einer Linie Kithairon–Chalkida, in der nördlichen Hälfte Euböas und auf den Nördlichen Sporaden, auf Thasos, Samothraki, Limnos, Lesbos und Samos. Diese Dialekte werden auch von den Minderheiten in den angrenzenden Staaten Albanien, Nordmazedonien und Bulgarien gesprochen.
  - Der Dialekt der Sarakatsanen (griechisch Σαρακατσάνοι Sarakatsáni, bulgarisch каракачани karakatschani), die im nördlichen Griechenland ursprünglich transhumante Weidewirtschaft betrieben und heute zu einem kleinen Teil auch in Rumänien und Bulgarien leben, weicht von den umgebenden Dialekten stark ab und hat einige Archaismen erhalten.
- Südliche Dialekte
  - Peloponnesisch-Ionisch auf der Peloponnes, in Attika und Böotien südlich der Grenze zu den Nördlichen Dialekten, im Süden Euböas sowie auf den Ionischen Inseln
  - Alt-Athenisch und Maniotisch: Der Alt-Athener Dialekt, der z. B. den [i]-Laut vor anderen Vokalen in betonter Stellung erhalten hat, konnte sich nur vereinzelt um die Städte Megara und Kymi sowie auf Ägina halten und steht dem noch existenten Dialekt der Halbinsel Mani nahe, der sich beispielsweise auch unter den Nachfahren maniotischer Auswanderer in dem korsischen Ort Cargèse bis ins 20. Jahrhundert halten konnte.
  - Kretisch-Kykladisch auf Kreta, den Kykladen und in einigen Exklaven in Syrien und dem Libanon.
  - Südöstliche Dialekte auf Chios, Ikaria und der Dodekanes sowie das Zypriotische Griechisch auf Zypern. Bedingt durch die lange politische und räumliche Isolation im Mittelalter und in der Neuzeit konnten sich bis zur türkischen Invasion 1974 auf der Gesamtinsel und danach im griechischen Teil der Insel Zypern bis heute einige sprachliche Archaismen aus dem Mittelalter halten. Dadurch weicht die Umgangssprache der Zyperngriechen merklich von der griechischen Hochsprache ab. Letztere wird trotzdem in allen formellen Zusammenhängen (Bildungswesen, Ämter, Medien) und in Schriftform benutzt.[6]

Erloschen ist die jevanische oder jüdisch-griechische Sprache (griechisch Ρωμανιώτικη διάλεκτος Romaniótiki diálektos, „romaniotischer Dialekt“) der Romaniotes, jüdischer Griechen, die im ganzen Osmanischen Reich verstreut verbreitet war. Sie starb im 20. Jahrhundert durch Assimilation ihrer Sprecher an die sephardische Sprache, die umgebenden Staatssprachen oder das Hebräische bei der Auswanderung nach Israel und nicht zuletzt durch die Massenvernichtung der Juden im Holocaust aus. Das Jevanische war aus der mittelgriechischen Koine entstanden und wie vergleichbare europäische Sprachen der Juden stark mit hebräischen Begriffen durchsetzt, aber für Sprecher des modernen Griechisch offenbar weitgehend verständlich.

### Sprachformen älterer Herkunft
Einige Sprachformen des Neugriechischen haben sich aus älteren Stufen der Sprache gebildet und einige Entwicklungen der Gemeinsprache nicht mitvollzogen. Hinzu kommt bei manchen Dialekten am äußeren Rand des ehemaligen griechischen Sprachraums der Einfluss nicht-attischer griechischer Dialekte oder der Nachbarsprachen, z. B. des Italienischen. Diese Sprachformen, die allesamt im Schwinden begriffen sind, sind für einen Sprecher des Standardgriechischen schwer oder nicht verständlich, womit sie auch als selbständige griechische Sprachen gewertet werden können.

#### Tsakonisch
Tsakonisch wird noch in zehn Dörfern in der Region Lakonien auf der Peloponnes aktiv gesprochen, es hat sich aus dorischen Wurzeln entwickelt. Nur rund 70 % des Wortschatzes decken sich mit dem des Standardgriechischen.
Ebenfalls dorisch geprägt ist die Mundart einiger Dörfer auf der Insel Karpathos, gebraucht vor allem in Olymbos.

#### Pontisch und Kappadokisch
Das außerhalb Griechenlands stark gefährdete Pontische und das inzwischen fast erloschene Kappadokische weisen starke ionische Einflüsse auf. Pontisch war der verbreitete Dialekt der griechischen Siedlungen rund um das Schwarze Meer (πόντος póntos „Meer“), während Kappadokisch im zentralanatolischen Kappadokien gesprochen wurde. Im Rahmen des Bevölkerungsaustausches mit der Türkei im Jahr 1922 wurden diese Volksgruppen fast vollständig in verschiedene Teile Griechenlands umgesiedelt. Im Gegensatz zum Kappadokischen ist das Pontische noch nicht ausgestorben und wird noch aktiv gesprochen. In von pontischen Umsiedlern besiedelten Gegenden ist es auch heute noch allgemeine Verkehrssprache und färbt auch auf das hier gesprochene Standardgriechisch ab. Im Raum Thessaloniki gibt es mehrere pontischsprachige Radiosender. Allerdings geht die Sprecheranzahl kontinuierlich zurück, was auch daran liegt, dass der griechische Staat das Pontische – wie auch die Geschichte der Pontier allgemein – offiziell bis vor wenigen Jahren vollkommen ignorierte. Kenntnisse des Standardgriechischen sind nicht ausreichend, um Pontisch zu verstehen. Reste von Sprechern des Pontischen gibt es auch in der heutigen Türkei, in Russland und in der Ukraine (in und bei der ukrainischen Stadt Mariupol, daher Mariupolitisch, griechisch Μαριουπολίτικα).

#### Griko
Das Griko (italienisch auch grecanico, griechisch meist κατωιταλιώτικα katoitaliótika „Unteritalienisch“) wird von weniger als 20.000 Menschen in zwei Varianten, dem griechisch-kalabrischen Dialekt in neun Dörfern um Bova, Kalabrien, und dem Dialekt der Grecìa Salentina in neun Dörfern südlich von Lecce im Salento, der Halbinsel im Süden Apuliens gesprochen. Das stark vom dorischen Altgriechisch geprägte Griko ist mit großer Wahrscheinlichkeit das linguistische Erbe der Magna Graecia; einige Forscher sehen seinen Ursprung aber auch im Mittelgriechischen der byzantinischen Zeit. Es wird mit lateinischen Buchstaben geschrieben. Das Griko und die umgebenden süditalienischen Dialekte haben sich außerdem gegenseitig beeinflusst.

## Phonologie
Für weitere Aussprachehinweise siehe Aussprache des Neugriechischen.
Der Lautstand des Neugriechischen besteht weitgehend unverändert seit etwa dem Jahr 1000, die entscheidenden Lautwandel haben sich bereits zum Ende der altgriechischen Sprachstufe, in hellenistischer Zeit vollzogen. Kennzeichen sind das in vielen Sprachen bestehende System aus den fünf Vokalphonemen /a/, /o/, /u/, /i/ und /e/, eine Vielzahl von Reibelauten, die die aus dem Indogermanischen stammenden behauchten Verschlusslaute vollständig ersetzt haben, und eine deutliche Tendenz zu Sandhi-Verschleifungen, die dem Neugriechischen einen wesentlich „flüssigeren“ Klang verleihen, als ihn beispielsweise das Deutsche aufweist.
Die wichtigsten Unterschiede zum Altgriechischen:
- Wandel der stimmlosen aspirierten Verschlusslaute [pʰ], [tʰ] [kʰ] zu den stimmlosen Reibelauten [f], [θ] und [x] bzw. [ç];
- Wandel der stimmhaften Verschlusslaute [b], [d], [g] zu den stimmhaften Reibelauten [v], [ð] und [ɣ] bzw. [ʝ];
- Vereinfachung des Vokal- und Diphthong-Systems:
  - Wandel von [ɛː], [y(ː)], [eː] und [oi̯] zu [i];
  - Wandel von [ai̯] zu [ɛ], von [au̯̯] und [eu̯] über [aβ]/[aɸ] und [eβ]/[eɸ] zu [av]/[af] und [ɛv]/[ɛf];
  - Verlust der Unterscheidung zwischen langen und kurzen Vokalen;
- Ersetzung des musikalischen Akzentes durch den dynamischen oder exspiratorischen Akzent, wie er auch im Deutschen gebraucht wird.

Diese phonologischen Entwicklungen haben sich (bis auf den Akzentwandel) nicht in der Orthographie niedergeschlagen.

### Vokale
Das Neugriechische besitzt 5 Vokalphoneme:
|             | vorne | Mitte | hinten |
| ----------- | ----- | ----- | ------ |
| geschlossen | i     |       | u      |
| halboffen   | ɛ     |       | ɔ      |
| offen       |       | a     |        |

Die Länge des Vokals ist im Griechischen nicht wie im Deutschen bedeutungsunterscheidend. Unbetonte Vokalphoneme werden grundsätzlich kurz ausgesprochen, /e/ und /o/ sind immer offen, /i/ und /u/ stets geschlossen. In betonten Silben kann der Vokal etwas länger ([ˈaˑⁿθrɔpɔs], άνθρωπος „Mensch“) realisiert werden, an der Wortgrenze können zwei gleich lautende Vokalphoneme als langer Vokal realisiert werden, auch rhetorische Dehnungen (/ooooxi/, όοοοχι!, etwa „neeeein!“) kommen vor.
- Das /e/ klingt wie deutsches ä in hätte, nicht wie in heben.
- Das /o/ klingt wie in offen, nicht wie in Ofen.
- Das /i/ entspricht der standarddeutschen Aussprache in Minute (kurz, aber geschlossen), nicht wie in billig.
- Das /u/ wie in Musik (kurz, aber geschlossen), nicht wie in Kunst.

Unbetontes /i/ vor einem anderen Vokal wird oft zu einem [j]-ähnlichen Laut abgeschwächt (/mia/ > [mja], μια) oder palatalisiert den vorangehenden Konsonanten (/εlia/ > [εˈlʲa], ελιά).

#### Diphthonge
Die im Wortschatz seltenen Vokalfolgen αϊ (αη), εϊ (εϋ, εη) oder οϊ tauchen sowohl silbisch als auch unsilbisch gesprochen auf, nur im zweiten Fall liegt ein echter (fallender) Diphthong im Sinne eines Phonems vor.
Beispiele:
- silbische Aussprache (kein Diphthong): Δανάη [ðaˈna.i], Αχαΐα [axaˈia], ελέησον [εˈlε.isɔn], νόημα [ˈnɔ.ima], κομπολόι [kɔmbɔˈlɔ.i];
- unsilbische Aussprache (Diphthong): νεράιδα [nεˈrai̯ða], κέικ [kʲεi̯k], κορόιδο [kɔˈrɔi̯ðɔ].

Da aufeinander folgende Wörter nicht getrennt gesprochen werden, entstehen im Neugriechischen an der Wortgrenze aus phonetischer Sicht mitunter steigende Diphthonge, die ebenfalls keine Phoneme sind: [tɔaftɔˈkʲinitɔ] (το αυτοκίνητο), [ˈɔiˑlʲɔs] (ο ήλιος).

### Konsonanten
|               | bilabial | bilabial | labio- dental | labio- dental | dental | dental | alveolar | alveolar | palatal | palatal | velar | velar |
| ------------- | -------- | -------- | ------------- | ------------- | ------ | ------ | -------- | -------- | ------- | ------- | ----- | ----- |
| stl.          | sth.     | stl.     | sth.          | stl.          | sth.   | stl.   | sth.     | stl.     | sth.    | stl.    | sth.  |       |
| Plosive       | p        | b        |               |               |        |        | t        | d        |         |         | k     | g     |
| Nasale        |          | m        |               | ɱ (1)         |        |        |          | n        |         |         |       | ŋ (2) |
| Vibranten     |          |          |               |               |        |        |          | r        |         |         |       |       |
| Taps          |          |          |               |               |        |        |          | ɾ (3)    |         |         |       |       |
| Frikative     |          |          | f             | v             | θ      | ð      | s        | z        | ç (4)   | ʝ (4)   | x     | ɣ     |
| Approximanten |          |          |               |               |        |        |          | l        |         | j (5)   |       |       |

Die Abkürzung stl. steht für „stimmlos“ und sth. für „stimmhaft“.
Zur Erläuterung der Artikulationsorte siehe die Grafik unter Phonetik.

#### Palatalisierung
Die velaren Plosive /k/ und /g/ werden vor den Vokalen [ɛ] und [i], in Kombination mit [i] generell zu [kʲ] (gelegentlich auch [kç]) und [gʲ] (gelegentlich auch [gj]) palatalisiert.
Ein unbetontes [i] vor Vokal schwächt sich in Wörtern volkssprachlicher Herkunft zu [j] oder [ç] ab. Im Falle von [n] und [l] palatalisiert es als Variante auch den vorangehenden Konsonanten, es entstehen [nj] oder [nʲ] bzw. [lj] oder [lʲ].

#### Sandhi-Erscheinungen
Im Neugriechischen gibt es eine Vielzahl von Sandhi-Erscheinungen, wo sich beim Zusammentreffen verschiedener Laute einer von ihnen oder beide verändern. Beispiele:
- [n] verändert sich vor bilabialen Konsonanten zu [m] oder fällt weg: /tin 'pɔli/ → [timˈbɔli] oder [tiˈbɔli] (τη(ν) πόλη „die Stadt“ [Akk.]).
- [n] vor dentalen oder alveolaren Konsonanten schwächt sich ab oder schwindet: /'fεrnɔndas/ → ['fεrnɔⁿdas] oder ['fεrnɔdas] (φέρνοντας „bringend“); /tɔn la'ɔ/ → [tɔlaˈɔ] (το(ν) λαό „das Volk“ [Akk.]).
- [m] wird vor labiodentalen Konsonanten zu [ɱ]: /'ɛmvɔlɔ/ → ['ɛɱvɔlɔ] (έμβολο „Zapfen“).
- Die stimmlosen Plosive und Affrikaten werden nach Nasalen sonorisiert, also stimmhaft: /stin psiˈçi/ → [stimbziˈçi] (στην ψυχή „in der Seele“).
- [s] wird stimmhaft vor stimmhaften Konsonanten: /ɔ'jɔs mu/ → [ɔ'jɔzmu] (ο γιος μου „mein Sohn“).
- Degemination:
  - Zwei gleiche Vokale verschmelzen zu einem: /ta ˈatɔma/ → ['taːtɔma] (τα άτομα „die Personen“).
  - Zwei gleiche Konsonanten verschmelzen zu einem: /ɔ'jɔs su/ → [ɔ'jɔsu] (ο γιος σου „dein Sohn“).
- Diphthongisierung unterschiedlicher Vokale oder Wegfall des ersten: /ɔ 'ilʲɔs/ → ['ɔilʲɔs] (ο ήλιος „die Sonne“); /tɔ ˈatɔmɔ/ → ['tatɔmɔ] (το άτομο „die Person“).

### Wortendlaut
Im Neugriechischen endet fast jedes Wort griechischer Herkunft entweder auf einen Vokal oder auf einen der Konsonanten /-n/ (-ν) und /-s/ (-ς). Bei Wörtern, die aus dem Altgriechischen ins Neugriechische übernommen wurden, kommen selten auch die Endungen -ρ, -ξ, -ψ vor. Einzelne dieser Wörter werden häufig gebraucht (εναλλάξ enalláx „abwechselnd“, εφάπαξ efápax „einmalig, Einmalzahlung“), während die meisten anderen nur in gelehrten oder offiziellen Texten in Erscheinung treten (δέλεαρ délear „Köder“, μύωψ mýops „kurzsichtig“). Hinzu kommt als Sonderphänomen die Präposition εξ (ex „aus“), die gemäß ihrer altgriechischen Herkunft bei nachfolgendem Konsonanten εκ (ek) lautet und somit das vielleicht einzige griechische Wort darstellt, das nicht auf einen Vokal oder einen kontinuierlichen Konsonanten endet. In Fremdwörtern (τρακ trak „Lampenfieber“, σνίτσελ snítsel „Schnitzel“, ροζ róz „rosa“) oder bei Interjektionen (οχ! och! „ach!“) und Onomatopoetika (γαβ! gav! „wau!“) können alle Laute in terminaler Stellung vorkommen. Fremdwörter wie τανκς (tanks „Panzer“) und τσιπς (tsips „Chips“), bei denen das ς eine dem Englischen entlehnte pluralische Bedeutung hat, werden mit κς und πς anstatt mit ξ und ψ geschrieben.

### Betonung

#### Wortakzent
Im Neugriechischen wird die Betonung des Wortes auf (genau) einer Silbe durch den dynamischen Akzent realisiert, das heißt, die den Akzent tragende Silbe erklingt lauter als die übrigen. Wie im Deutschen erhält die betonte Silbe auch meist einen höheren Ton. Im Schriftbild wird der Akzent durch den Akut ausgedrückt, der die betonte Silbe kennzeichnet. Als bedeutungsunterscheidendes Merkmal spielt die korrekte Betonung eines Wortes eine größere Rolle als in romanischen oder germanischen Sprachen, da sie nicht durch Lautregeln automatisch auf eine bestimmte Silbe des Wortes fällt. Viele Wörter unterscheiden sich nur durch ihre Betonung, zum Beispiel νόμος (nómos „Gesetz“) und νομός (nomós „Bezirk“) oder πότε (póte „wann“) und ποτέ (poté „nie, je“). Nicht korrekt betonte Wörter werden von Muttersprachlern häufig schlecht oder missverstanden, während im Deutschen oder Französischen mit der standardmäßig festen Betonung auf der Stamm- bzw. letzten Silbe ein falsch betontes Wort meist ohne größere Probleme verstanden werden kann.
Der Akzent wechselt auch in der Konjugation zum Ausdruck der Tempora oder in der Deklination zur Kasusunterscheidung: So verschiebt er sich bei der Bildung des Aorist immer auf die drittletzte Silbe; hat das Verb nur zwei Silben, wird ein sogenanntes Augment (ε- e-) vor das Verb gesetzt, das dann die Betonung trägt: κάνω (káno „ich mache“) > έκανα (ékana „ich machte“). Bei Bildung des Genitivs Singular und Plural sowie des Akkusativs Plural tritt bei vielen mehrsilbigen Wörtern eine Akzentverschiebung auf, so wird z. B. aus dem Nominativ ο άνθρωπος (o ánthropos) der Genitiv του ανθρώπου (tou anthrópou). Solche Phänomene brachten Probleme für viele Grammatiktheorien der 1980er Jahre mit sich, die suprasegmentale Merkmale wie Akzentverschiebung nicht berücksichtigen konnten.
Einige Wörter im Griechischen sind grundsätzlich unbetont und stehen direkt neben den Wörtern, auf die sie sich beziehen. Sie werden als Klitika bezeichnet (vorgestellt Proklitika, nachgestellt Enklitika) und umfassen die unbetonten Formen der Personalpronomina sowie die Possessivpronomina. In einigen Fällen führen sie – nach einer allerdings zunehmend veraltenden Regel – zu einem Nebenakzent auf dem benachbarten Hauptbegriff.
Eine phonologische Grundregel für die Betonung ist die sogenannte Dreisilbenregel. Danach kann der Akzent auf den drei letzten Silben eines Wortes liegen, die im Griechischen als λήγουσα (lígousa „Ultima, Endsilbe“), παραλήγουσα (paralígousa „Paenultima, Vorendsilbe“) und προπαραλήγουσα (proparalígousa „Antepaenultima, drittletzte Silbe“) bezeichnet werden. Werden an ein auf der drittletzten Silbe betontes Wort ein oder mehrere enklitische, also unbetonte Wörter angehängt, entsteht ein Komplex, den man phonologisches Wort (φωνολογική λέξη fonologiki lexi) nennt. Infolge der Dreisilbenregel erhält dieses Wort dann die Betonung zwei Silben nach der eigentlichen lexikalischen Betonung des ersten Bestandteils. Auf der eigentlich betonten Silbe dieses ersten Worts trägt die Konstruktion zusätzlich einen Nebenakzent, wie z. B. in τα πράγματά μου (ta prágmatá mou „meine Sachen“) oder φέρνοντάς το μου (férnontás to mou „es mir bringend“).

#### Satzakzent
Wie das Deutsche ist das Griechische in der Lage, bestimmte Glieder des Satzes als für die Aussage entscheidend hervorzuheben und so die Aussage des Satzes durch den Satzakzent zu modifizieren: Το γράμμα είναι για μένα (To grámma íne gia ména „Der Brief ist für mich [sonst niemanden]“) vs. Το γράμμα είναι για μένα (To grámma íne gia ména „Der Brief ist [wirklich] für mich“); oder auch in der Frage: Δε θέλεις τίποτα; (De thélis típota; „Du brauchst nichts?“ [Standardakzent]) vs. Δε θέλεις τίποτα; (De thélis típota; „Willst du wirklich gar nichts?“ [emphatische Nachfrage]).
In der Umgangssprache ist als Mittel der inhaltlichen Akzentuierung in einzelnen Wörtern auch Silbenlängung (temporaler Akzent) zu beobachten.

## Grammatik
Die neugriechische Sprache ist eine synthetische Sprache mit flektierenden und fusionalen Elementen. Dabei wurden gegenüber dem Altgriechischen flektierende Elemente zugunsten von Affix- und periphrastischen Bildungen zurückgedrängt. Sie ist eine der wenigen indogermanischen Sprachen, die eine synthetische, also ohne Hilfsverben konstruierte Diathese (das heißt eigene Verb-Endungen für Aktiv und Passiv) besitzt. Die Unterscheidung der Verb-Aspekte einmalig/abgeschlossen (perfektiv) und dauernd/wiederholt (imperfektiv) wurde systematisiert und auf alle Tempora außer dem Indikativ Präsens ausgedehnt.

### Morphologie
Das Neugriechische kommt mit einer verhältnismäßig geringen Anzahl von Morphemen zur Kennzeichnung der grammatischen Kategorien aus, die aber häufig nicht eindeutig sind und mehrere Formen bezeichnen. Die Endung /-i/ beispielsweise kann (in der Aussprache) beim Verb die dritte Person Singular (πίνει píni „er trinkt“), beim Substantiv den Nominativ Plural maskuliner (φίλοι fíli „Freunde“), den Nominativ und Akkusativ Singular femininer (φίλη fíli „Freundin“) oder neutraler Substantive (φιλί filí „Kuss“) ausdrücken, bei Adjektiven die Formen Nominativ Plural Maskulinum (μεγάλοι megáli „große“), Nominativ und Akkusativ Femininum (μεγάλη megáli „große“, auch im Deutschen mehrdeutig) und Neutrum (βαρύ varí „schweres“) bezeichnen. Diese Vielzahl von homophonen Endungen wird erst im Kontext, aber auch oft im Schriftbild durch die historische Orthographie, die noch den Lautstand des Altgriechischen wiedergibt, eindeutig.
Sprachgeschichtlich verhältnismäßig jung sind die zahlreichen und häufig gebrauchten Diminutiv-Endungen (z. B. -άκι -aki, -ούλης -oulis, -ούλα -oula, -ίτσα -itsa), mit denen außer Verniedlichung auch Vertrautheit, Üblichkeit oder Nähe ausgedrückt werden.
Zu den flektierenden Elementen des Neugriechischen zählt das regelmäßige Vorkommen von je zwei Stämmen der Verben, die zwei verschiedene Aspekte verkörpern. Im Regelfall wird der Aorist-Stamm aus dem Präsens-Stamm gebildet, der durch /s/ für das Aktiv und /th/ für das Passiv erweitert wird, teilweise unter Verhärtung des Stammauslauts, beim Passiv unter Verschiebung des Frikativs auf den Stammauslaut und Ersatz des /th/ durch /t/. Beispiele:
| Präsensstamm      | Aoriststamm (Aktiv) | Aoriststamm (Passiv) |
| ----------------- | ------------------- | -------------------- |
| κρυβ- kriv-       | κρυψ- krips-        | κρυφτ- krift-        |
| δειχν- dichn-     | δειξ- dix-          | δειχτ- dicht-        |
| ετοιμαζ- etimaz-  | ετοιμασ- etimas-    | ετοιμαστ- etimast-   |
| πληρων- pliron-   | πληρωσ- pliros-     | πληρωθ- pliroth-     |
| αγαπ(α)- agap(a)- | αγαπησ- agapis-     | αγαπηθ- agapith-     |

### Unterschiede zum Altgriechischen
Im Verlauf der Sprachgeschichte ergaben sich einige grammatikalische Vereinfachungen gegenüber dem Altgriechischen. Im Zuge der Vereinigung von Dimotiki und Katharevousa wurden allerdings einige grammatikalische und lexikalische Archaismen wiederaufgenommen, die zum Teil vielleicht auch kontinuierlich im Gebrauch waren und hier angemerkt werden:
- Der Dativ ist verloren gegangen und wird syntaktisch meist durch eine Präpositional-Konstruktion mit σε (se „zu“) oder για (gia „für“) mit dem Akkusativ ersetzt. Nur in festen Ausdrücken wie εν τω μεταξύ (en to metaxý „in der Zwischenzeit, inzwischen“) oder τοις εκατό (tis ekató „von Hundert, Prozent“) begegnet man dem Dativ noch.
- Einige Deklinationen (Zusammenfall von a-Deklination und konsonantischer Deklination) sind verschwunden, ebenso haben sich die unterschiedenen Formen der erhaltenen Deklinationen verringert. Nur eine Minderheit von Wörtern folgt noch altgriechischen Deklinationsparadigmata, wie z. B. το ήπαρ (to ípar „die Leber“) oder το δόρυ (to dóri „der Speer“).
Siehe auch: Unregelmäßige Substantive im Neugriechischen
- Der Verlust des Infinitivs wurde durch Nebensatzkonstruktionen mit να (na) ausgeglichen („ich will kaufen“ → „ich will, dass ich kaufe“). In seltenen Fällen wird noch der substantivierte Infinitiv verwendet, wie z. B. το είναι και το γίγνεσθαι (to íne ke to gígnesthe „Sein und Werden“) oder το μεταφράζειν (to metafrázin „das Übersetzen“), wenn speziell die Handlung und nicht das Ergebnis ausgedrückt werden soll, was η μετάφραση (i metáfrasi „die Übersetzung“) alleine nicht vermag.
- Verlust des Modus Optativ zugunsten von Konstruktionen mit να (na) oder ας (as).
- Verlust des Duals, dessen Stelle der Plural mit übernimmt.
- Die neue Modalpartikel θα (tha; aus θέλω να thélo na „ich will, dass …“ > θε’ να the’ na → θα tha) ersetzte eigene Konjugationsmorpheme für das Futur und Konditional.
- Reduzierung der meisten Partizipien auf das Partizip Perfekt Passiv (-μένος -ménos) und/oder das Gerund (-οντας/-ώντας -ondas/-óndas). Ausnahme: Einige „gelehrte“ Partizipien, die wie im Altgriechischen voll deklinabel sind, z. B. υπάρχων (ypárchon „existierend“), εισαχθείς (isachthís „eingeschrieben“), δρών (drón „handelnd“), επιζών (epizón „überlebend“) und viele mehr.
- Verlust des Imperativs der dritten Person. Ausnahme: Bestimmte feste Ausdrücke wie έστω (ésto „es sei, wenigstens“) oder ζήτω! (zíto „er/sie/es lebe (hoch)!“).
- Neue Pronomina für die zweite Person Plural, da die alten wegen der Lautveränderung (Itazismus) akustisch nicht mehr von denen der ersten Person Plural zu unterscheiden waren.
- Reduzierung der Reduplikation; sie ist nur noch in seltenen Fällen beim Partizip Perfekt Passiv vorhanden, z. B. πεπεισμένος (pepisménos „überzeugt“), προσκεκλημένος (proskekliménos „eingeladen“), πεφωτισμένος (pefotisménos „erleuchtet, aufgeklärt“) u. a. m.
- Reduzierung des Augments auf die Fälle, in denen es betont ist. Ausnahmen gibt es bei wenigen gelehrten Verben: εθεωρείτο (etheoríto), επρόκειτο (eprókito), εξερράγη (exerrági).
- Entwicklung des neugriechischen periphrastischen Perfekts, es wird analytisch gebildet mit dem Hilfsverb έχω (écho „haben“) und dem Aparemfato, im Futur zusätzlich mit der vorangestellten Futurpartikel θα (tha). Dafür verschwand das altgriechische Perfekt, welches vornehmlich durch Stammreduplikation gebildet wurde. Auf eine Handlung oder ein Ereignis wird sich mit perfektischen (resultativen) Aspekt in den drei Zeitstufen Gegenwart, Vergangenheit und Zukunft bezogen: έχω δει (écho di „ich habe gesehen“), είχα δει (ícha di „ich hatte gesehen“) und θα έχω δει (tha écho di „ich werde gesehen haben“). Ereignisse in einer der Perfektformen werden fokussiert in ihren Auswirkungen auf die Erzählzeit beschrieben.
- Das altgriechische Haupttempus Futur, welches mit eigenem Verbstamm gebildet wurde, aber nicht aspektdifferenzierbar war, ist der neugriechischen Futurbildung mittels der aus einer Modalkonstruktion abgeleiteten Futurpartikel θα (tha) gewichen: θα βλέπω (tha vlépo „ich werde [ständig, wiederholt, dauernd] sehen“), θα δω (tha do „ich werde [einmalig] sehen“) und θα έχω δει (tha écho di „ich werde gesehen haben“). In griechischen Grammatiken werden die Futurformen als Dauer-Futur, einmaliges Futur und Perfekt-Futur bezeichnet.
- Die beiden letzten Punkte beschreiben die konsequente Fortentwicklung des temporal unvollständigen Drei-Aspekte-Systems des Altgriechischen. Im Neugriechischen kann jedes der drei Tempora Vergangenheit, Gegenwart und Zukunft in allen drei Aspekten (Perfektiv/Aorist, Imperfektiv und Perfektisch/Resultativ) realisiert werden. Für die prinzipiell nur als im Verlauf begriffene Gegenwart besteht dabei die Einschränkung, dass zwischen den Aspekten Perfektiv und Imperfektiv nur in einer nicht tempusmarkierten, modalen Nebensatzfügung (Hypotaxe, υποτακτική ypotaktikí) mittels Aorist- oder Präsensstamm unterschieden werden kann. Dieser auch als Infinitiv-Ersatz dienende Satzbau gehört allerdings zu den häufigsten Grundmustern der neugriechischen Umgangssprache.

### Besonderheiten
Die beibehaltene Aspekt-Unterscheidung der einmaligen, abgeschlossenen Handlung (gebildet mit dem Aorist-Stamm der Verben) und der andauernden oder wiederholten Handlung (gebildet mit dem Präsens-Stamm) ist eine in fast allen germanischen Sprachen unbekannte grammatische Kategorie und verlangt deshalb vom Neugriechisch Lernenden besondere Aufmerksamkeit. In der englischen Sprache existiert mit dem Partizip Präsens in seinen verschiedenen Verwendungsweisen (he was reading, he kept reading, while reading …) eine ähnliche Kategorie. Zu konkreten Informationen über die Aspektunterscheidung im Neugriechischen siehe die Artikel Aorist und Paratatikos.
Eine weitere grammatische Besonderheit des Neugriechischen ist die reichhaltige Wortgruppe sogenannter Deponentien – das sind Verben, die mit passivischen Endungen gebildet werden, aber trotzdem rein aktivische Bedeutung haben (έρχομαι érchome „ich komme“). Schließlich gehört das Neugriechische zu den Sprachen mit den meisten unregelmäßigen Verben; siehe hierzu Unregelmäßige Verben im Neugriechischen.

## Wortschatz
Im Grundwortschatz des Neugriechischen ist die ununterbrochene Kontinuität in der Sprachgeschichte seit dem Altgriechischen deutlich erkennbar, der weitaus größte Teil des neugriechischen Vokabulars stammt etymologisch direkt aus dem Altgriechischen. Auch die Ähnlichkeiten auf morphologischer Ebene sind stärker ausgeprägt, als man es in der vergleichbaren Entwicklung vom Lateinischen zum Französischen oder Spanischen vorfinden kann. Zahlreiche elementare Wörter wie άνθρωπος (ánthropos „Mensch“), θάλασσα (thálassa „Meer“), θεός (theós „Gott“), ουρανός (ouranós „Himmel“) oder φίλος (fílos „Freund“) sind seit Jahrtausenden nahezu unverändert Bestandteil der griechischen Sprache. Andere Wörter haben einen mehr oder weniger großen Bedeutungswandel erfahren, so παιδεύω (pedévo, altgriechisch „erziehen“ → neugriechisch „quälen“), περίπτερο (períptero, altgriechisch περίπτερος peripteros „das [mit umlaufenden Säulen] Umflügelte, Säulentempel“ → neugriechisch „Kiosk“), γαμώ (gamó, altgriechisch „heiraten“ → neugriechisch „ficken“), πονηρός (ponirós, altgriechisch „der Schlechte“ → neugriechisch „der Gerissene“), manche auch durch den Kontext des Christentums wie άγγελος (ángelos, altgriechisch „Bote“ → neugriechisch „Engel“).
Über die Katharevousa, die zahlreiche Begriffe aus dem Altgriechischen neu aufgriff, sind Wörter altgriechischen Ursprungs ins Standardgriechische eingegangen, die zuvor im Laufe der Zeit verschwunden waren. So besteht neben dem Wort μάτι (máti), das sich aus der altgriechischen Diminutivform ὀμμάτιον (ommátion) zu ὄμμα (ómma) bildete, auch das direkt aus dem Altgriechischen entlehnte Wort οφθαλμός (ofthalmós „Auge“). Beispiele für Ausdrücke, die in der traditionellen Volkssprache nicht existent waren, heute aber trotz ihrer „gelehrten“ Herkunft zum griechischen Grundwortschatz gehören, sind etwa εν τω μεταξύ (en to metaxý „in der Zwischenzeit, inzwischen“), τουλάχιστον (touláchiston „wenigstens“) oder ενδιαφέρων (endiaféron „interessant“).
Zusammengesetzte Begriffe und Wortneubildungen wurden fast immer auf der Grundlage des antiken Wortschatzes gebildet: Ist beispielsweise κρασί (krasí) das gängige Wort für Wein, so gehen λευκός οίνος (levkós ínos „Weißwein“) und οινουργείο (inourgío „Weinpresse“) auf das antike Wort οἶνος (oínos) zurück; ebenso sind die Begriffe ιχθυοπολείο (ichthiopolío „Fischhandlung“) und ιχθυοτροφείο (ichthiotrofío „Fischzucht“) nicht auf der Grundlage von neugriechisch ψάρι (psári), sondern von altgriechisch ίχθυς (íchthys „Fisch“) gebildet. Auf gleiche Weise werden griechischstämmige internationale Fachwörter rückentlehnt. Beispiele hierfür sind ηλεκτρισμός (ilektrismós „Elektrizität“) und ξυλόφωνο (xylófono „Xylophon“), ξενοδοχείο (xenodochío „Hotel“) und λεωφορείο (leoforío „[Omni-]Bus“).
Einige altgriechische Wortstämme liegen sowohl in einer sprachgeschichtlich ererbten als auch einer hochsprachlichen, neu aus dem Altgriechischen entlehnten Form vor, deren Bedeutung sich unterscheiden kann (so λευτεριά lefteriá neben ελευθερία elefthería „Freiheit“; γωνιά goniá nur im volkstümlichen Sinne von „Ecke“ vs. γωνία gonía, auch „Winkel“ im mathematischen Sinne).
Mit sehr guten Kenntnissen des Altgriechischen ist ein schriftlich vorliegender neugriechischer Text sinngemäß oft zu verstehen; umgekehrt ist es jedoch nur mit Neugriechisch-Kenntnissen deutlich schwieriger, Sinn und grammatikalische Strukturen eines altgriechischen Textes zu erfassen. Auch Griechen müssen also Altgriechisch lernen, um Homer, Thukydides und Platon lesen zu können. Da an deutschen Schulen die abgewandelte Variante der erasmischen Aussprache des Altgriechischen gelehrt wird, kann man mit diesen Altgriechisch-Kenntnissen im heutigen Griechenland im Normalfall weder verstehen noch verstanden werden. An griechischen Schulen wird Altgriechisch dagegen nach neugriechischer Aussprache gelehrt.
Weiterführende Artikel: Liste griechischer Vornamen, Griechische Toponyme, Liste der Präpositionen im Neugriechischen, Griechische Zahlwörter

### Lehn- und Fremdwörter
Das Neugriechische hat in den Jahrhunderten der Herrschaft anderssprachiger Mächte viele Wörter aus deren Sprachen übernommen.
In spätantiker und frühbyzantinischer Zeit drangen zahlreiche Wörter aus dem Lateinischen in den griechischen Wortschatz. Schon im frühen Mittelalter sind auch einige arabische Wörter aufgenommen worden, vor allem im Bereich Mathematik oder Medizin, vereinzelt finden sich auch im Mittelalter entlehnte Wörter albanischer oder slawischer Herkunft im griechischen Wortschatz.
So findet man zahlreiche italienische Vokabeln, die durch die genuesischen oder venezianischen Besatzer übermittelt wurden (bagno > μπάνιο bánio „Bad“; venezianisch coverta > κουβέρτα kouvérta „Decke“; scala > σκάλα skála „Treppe“; terrazza > ταράτσα tarátsa „Terrasse“), daneben nicht minder zahlreiche türkischstämmige Wörter, letztere vor allem aus dem Bereich der Alltagskultur wie Essen oder Musik (köfte > κεφτές keftés „Frikadelle“; tüfek > τουφέκι touféki „Gewehr“). Die Bezeichnungen neuzeitlicher Errungenschaften sind teils aus dem Französischen (douche > ντους dous „Dusche“; crayon > κραγιόν kragión „Lippenstift“) oder Englischen übernommen (bar > μπαρ bar „Kneipe“; sandwich > σάντουιτς sántouits „belegtes Brot“, goal > γκολ gol „Tor [im Fußball]“, parking > πάρκινγκ parking „Parkplatz“). Dabei kehrten nicht selten griechische Lehnworte aus den anderen Sprachen ins Griechische zurück, so im Fall des altgriechischen λιμήν limḗn „Hafen“, das über türkisch liman neugriechisch λιμάνι limáni ergab (vielleicht auch altgriechisch καλός δρόμος kalós drómos „gute Straße“ > türkisch kaldırım „Straße, Gehweg“ > neugriechisch καλντερίμι kalderími „Kopfsteinpflaster“); vergleiche altgriechisch παστά pastá „Gesalzenes“ > italienisch pasticcio „Pastete“ > neugriechisch παστίτσιο pastítsio „Nudelauflauf aus der ionischen Küche“.
Anglizismen sind nicht so häufig wie im Deutschen, einerseits weil zu Zeiten der Katharevousa Neologismen aus griechischstämmigen Wurzeln gebildet wurden, andererseits weil sich englische Wörter in die phonetisch völlig verschiedene Sprache Griechisch nicht so unproblematisch integrieren lassen wie ins enger verwandte Deutsche. Das Deutsche tritt etwa im Gegensatz zu Osteuropa nur in sehr wenigen Fällen als Gebersprache für das Griechische auf (σνίτσελ snítsel „Schnitzel“; κιτς kits „Kitsch“); das Wort (μπίρα bira) ist gar geläufiger als das ältere griechische ζύθος zýthos für „Bier“. (Siehe auch Liste deutscher Wörter in anderen Sprachen.)

## Schrift
Im Neugriechischen wird das griechische Alphabet verwendet, das in seiner heutigen Form nahezu unverändert seit 403 v. Chr. besteht. Beim orthographischen System des Neugriechischen handelt es sich um eine historische Rechtschreibung, die bestimmte Verschriftlichungen von Lauten und Lautkombinationen über Jahrhunderte und Jahrtausende hinweg bewahrt hat, obwohl sich die Lautwerte in der gesprochenen Sprache zwischenzeitlich mehrfach geändert haben. Daraus ergibt sich das für Lernende problematische Phänomen, dass Schrift und gesprochene Sprache nicht deckungsgleich sind, wie es beispielsweise im Italienischen und Türkischen annähernd der Fall ist. Bekanntestes Beispiel hierfür ist der Iotazismus (bzw. Itazismus), also das lautliche Zusammenfallen der Grapheme η, υ, ει, οι und υι mit ι. Bei völlig identischer Aussprache als [⁠i⁠] existieren im Neugriechischen nach wie vor alle sechs verschiedenen Schreibweisen. Darüber hinaus gibt es zwei Schreibungen für [⁠ɔ⁠] (ο und ω) und zwei für [⁠ɛ⁠] (αι und ε). Die Rechtschreibung ist dabei, ähnlich wie weitgehend im Französischen, eindeutig: Man kann also lesend mit hoher Treffsicherheit die Lautung auch unbekannter Wörter erschließen, umgekehrt muss die korrekte Schreibung der genannten Vokale aber erlernt werden oder kann wahlweise aus der Kenntnis des Altgriechischen erschlossen werden.

### Diakritische Zeichen
Die betonte Silbe eines mehrsilbigen Wortes wird durch ein Akzentzeichen, den Akut gekennzeichnet, bei den Digraphen (οι, αι, ει, ου, ευ, αυ) wird sie auf den zweiten Buchstaben gesetzt. Bei einigen Aussprachevarianten wird der Akut nur bei der „zweisilbigen“ Form gesetzt: μια [mɲa] vs. μία [ˈmi.a] und δυο [ðjɔ] vs. δύο [ˈði.ɔ]. Um Ambiguitäten in der Orthographie zu vermeiden, wird der Akut auch bei einigen einsilbigen gleichlautenden Wortpaaren zur graphischen Unterscheidung eingesetzt (η [weiblicher Artikel]  vs. ή „oder“, πως „dass“ vs. πώς „wie?“, που [Relativpronomen] vs. πού „wo?“). Er wird nur bei Wörtern gesetzt, die Minuskeln enthalten, also Ελλάς, aber ΕΛΛΑΣ.
Der doppelte Punkt über den Vokalen ι oder υ (das Trema) ist kein Betonungszeichen, sondern ein typographischer Hinweis darauf, dass eine Buchstabenkombination aus zwei Vokalen, die normalerweise gemeinsam ausgesprochen würden, in diesem Fall als zwei getrennte Vokale gesprochen werden soll (Diärese). Ohne Trema würde z. B. das Wort παϊδάκια [pa.iˈðakʲa] „Lammkoteletts“ wie [peˈðakʲa] „kleine Kinder“ gesprochen. Fällt der Akzent auf den ersten der beiden Vokale, erübrigt sich das Trema (so in κέικ kéik [ˈkʲɛ.ik] „Kuchen“). Dagegen muss es gesetzt werden, wenn der Akzent auf den letzten der beiden aufeinanderfolgenden Vokale fällt wie im Familiennamen Νικολαΐδης (Nikolaídis /ni.ko.laˈi.ðis/), um eine Interpretation als Digraph zu vermeiden.

### Phonetische Ambiguitäten
Wie oben erwähnt, ist im Neugriechischen meist jedem Graphem (oder jeder Gruppe von Graphemen) ein bestimmtes Phonem (oder eine Gruppe von Phonemen) zugeordnet, das heißt man kann von der Schreibung mit Kenntnis einiger Regeln fast sicher auf die korrekte Aussprache schließen. Jedoch gibt es auch einige Fälle, in denen die Aussprache nicht vollständig aus der geschriebenen Form ersichtlich wird. Dies ist der Fall
- bei Graphemen, die dem Phonem /i/ entsprechen. Hier entscheidet oft die gelehrte oder volkstümliche Herkunft des Wortes darüber, wie das Graphem auszusprechen ist; Beispiele: ποιος [pjɔs]/[pʝɔs] vs. ποιότητα [piˈɔtita], έννοια ['ɛnja] vs. ['ɛnia];
- bei den Konsonantenkombinationen μπ, ντ, γκ, γγ, sofern sie nicht am Wortanfang stehen; unter jedem dieser Digraphen sind zwei Aussprachevarianten vereint: b/mb, d/nd, g/ng, g/ng; Beispiele: τούμπα – ταμπού (túmba – tabú), άντρας – ξεντύνω (ándras – ksedíno), αγκαλιάζω – ογκρατέν (angaljázo – ogratén), άγγελος – επαγγελματίας (ángelos – epagelmatías).

### Transkription
Die Transkription des griechischen Alphabets mit lateinischen Buchstaben für das Neugriechische wird im Deutschen nicht einheitlich gehandhabt, eine existierende ISO-Norm konnte sich bislang nicht durchsetzen.
Für den Gebrauch lateinischer Buchstaben im Internetverkehr haben sich einige Umschriftvarianten entwickelt, die als Greeklish bezeichnet werden.

## Textprobe
Ausschnitt aus: Giorgos Seferis, Rede zur Verleihung des Nobelpreises, Stockholm 1963.
- Gesprochenⓘ/?
- Ανήκω σε μια χώρα μικρή. Ένα πέτρινο ακρωτήρι στη Μεσόγειο, που δεν έχει άλλο αγαθό παρά τον αγώνα του λαού του, τη θάλασσα, και το φως του ήλιου. Είναι μικρός ο τόπος μας, αλλά η παράδοσή του είναι τεράστια και το πράγμα που τη χαρακτηρίζει είναι ότι μας παραδόθηκε χωρίς διακοπή. Η ελληνική γλώσσα δεν έπαψέ ποτε της να μιλιέται.
- Transkription: Aníko se mia chóra mikrí. Éna pétrino akrotíri sti Mesógio, pou den échi állo agathó pará ton agóna tou laoú tou, ti thálassa, ke to fos tou íliou. Íne mikrós o tópos mas, allá i parádosí tou íne terástia ke to prágma pou ti charaktirízi íne óti mas paradóthike chorís diakopí. I ellinikí glóssa den épapsé pote tis na miliéte.
- IPA-Umschrift: [aˈnikɔ sɛ mja ˈxɔra miˈkri. ˈɛna ˈpɛtrinɔ akrɔˈtiri sti‿mɛˈsɔʝiɔ pu ðɛn ˈɛçi ˈalɔ aɣaˈθɔ parˈa tɔn aˈɣɔna tu laˈu‿tu, ti ˈθalasa, kʲɛ tɔ fɔs tu‿ˈilʲu. ˈinɛ miˈkrɔs ɔ tɔpɔz‿mas, aˈla i paˈraðɔˈsi‿tu ˈinɛ tɛˈrastia kʲɛ to ˈpraɣma pu ti xaraktiˈrizi ˈinɛ ˈɔti mas‿paraˈðɔθikʲɛ xɔˈriz‿ðjakɔˈpi. i ɛliniˈkʲi ˈɣlɔsa ðɛn ˈɛpapsɛ pɔˈtɛ tis na miˈlʲɛtɛ.]
- Übersetzung: Ich gehöre zu einem kleinen Land. Ein felsiges Kap im Mittelmeer ohne anderen Reichtum, als den Lebenskampf seines Volkes, das Meer und das Licht der Sonne. Mein Land ist klein, aber sein Erbe ist gewaltig und durch die Tatsache gekennzeichnet, dass es uns ohne Unterbrechung überliefert worden ist. Die griechische Sprache hat nie aufgehört, gesprochen zu werden.